# Jeanne Julie Éléonore de Lespinasse
Jeanne Julie Éléonore de Lespinasse (Lione, 9 novembre 1732 – Parigi, 22 maggio 1776) è stata una scrittrice francese, autrice di un importante epistolario, che tenne un noto salotto letterario a Parigi durante l'Illuminismo. Oggi è nota soprattutto per le sue lettere, pubblicate per la prima volta nel 1809, che offrono resoconti avvincenti di due sue tragiche relazioni amorose..

## Biografia
Julie-Jeanne-Éléonore de Lespinasse era la figlia illegittima dell'unica erede di un'antica famiglia, Julie-Claude-Hilaire d'Albon, sposata con il conte d'Albon, dal quale si separò al momento della nascita di Julie che fu battezzata come figlia di due genitori fittizi: "Claude Lespinasse" e sua moglie "Julie Navarre". Il mistero di chi fosse realmente suo padre non fu chiarito fino a quando il suo primo attento biografo, il Marchese Pierre de Ségur (1853-1916), accertò che era figlia di Gaspard de Vichy-Chamrond, la cui sorella, Marie Anne de Vichy-Chamrond, marchesa di Deffand, gestiva un famoso salotto letterario di Parigi.
Per la sua condizione di figlia illegittima Mlle de Lespinasse visse poveramente un'infanzia infelice segnata dall'abbandono. Riuscì ad avere un'istruzione di base in un convento, ma si formò come autodidatta una sua cultura al punto di poter confrontarsi con i migliori intellettuali della Francia dell'epoca. Nel 1754, Madame di Deffand, riconobbe le qualità di sua nipote e volle che venisse a Parigi come sua dama di compagnia e lettrice.
Julie ebbe così modo di frequentare il salotto di Madame di Deffand e poter conversare con diplomatici, aristocratici, filosofi e politici mettendo in luce le sue qualità culturali fino al 1764, quando per la crescente ammirazione dell'intelligenza e dell'affabilità  da parte delle nuove generazioni di partecipanti al salotto per la più giovane Julie ingelosì la Deffand che la scacciò.
Mlle de Lespinasse allora, con l'aiuto di Charles-Jean-François Hénault, Anne Robert Jacques Turgot, Jean-François Marmontel e altri suoi estimatori aprì un salotto per suo conto in rue Saint-Dominique frequentato da quei personaggi che prima partecipavano al salotto della Deffand.. Anche il matematico e scrittore Jean le Rond d'Alembert divenne suo intimo amico, dapprima frequentando il suo salotto e, alla fine, pur senza alcun coinvolgimento sentimentale, andando a vivere nella casa della giovane donna 
Questa convivenza conferì ulteriore rinomanza al salotto di Mlle de Lespinasse, il quale divenne un centro di riunione degli scrittori dell'Encyclopédie come Diderot che la rese protagonista dei suoi dialoghi filosofici Le rêve de d'Alembert. Anche se non aveva né ricchezza né posizione socialmente elevata e non era dotata di una bellezza particolare, Mlle de Lespinasse aveva intelletto, fascino e grazia come padrona di casa, qualità che rendevano i suoi incontri salottieri i più popolari di Parigi. La sua continua notorietà fu dovuta, tuttavia, più al suo successo sociale, che a un certo talento letterario che rimase nascosto durante la sua vita, anche agli amici più a lei vicini.

### L'epistolario
I due volumi delle lettere di Mlle de Lespinasse, pubblicati per la prima volta nel 1809, la rivelarono come una scrittrice di rara intensità. Il critico letterario Charles Augustin Sainte-Beuve paragona le sue lettere a quelle di Giulia o la nuova Eloisa, il romanzo epistolare di Jean-Jacques Rousseau e alle Lettere di una monaca portoghese di autore anonimo Altri scrittori, concentrandosi sul tema dell'amore appassionato affiancano il suo lavoro a quello di romanzieri come l'Abbé Prévost..
Le lettere di Mlle de Lespinasse sono incentrate sul suo grande e contrastato amore per due uomini: Don José y Gonzaga, Marchese di Mora, figlio dell'ambasciatore spagnolo a Parigi, e Jacques-Antoine-Hippolyte, conte di Guibert, un generale francese e scrittore. Dal contenuto meno filosofico rispetto a quello di letterati del XVIII secolo come Madame de Stael, le lettere offrono un ritratto di un'autrice che considera se stessa come una tragica eroina che sacrifica tutto per amore..

#### Lettere al Marchese de Mora
Mlle de Lespinasse incontrò per la prima volta il Marchese de Mora circa due anni dopo aver realizzato il suo salotto letterario innamorandosi di lui che ricambiò del tutto il sentimento verso di lui. Accusando i primi sintomi della tubercolosi il marchese dovette tornare in Spagna per curarsi. Le lettere di Mlle de Lespinasse mostrano tutto il dolore provato per la separazione e l'ansia per la cattiva salute di Mora che in viaggio per Parigi nel 1774 per mantenere la promessa di ritornare data alla sua amata, morì a Bordeaux all'età di 30 anni..

#### Lettere al conte di Guibert
Mentre il Marchese de Mora era in Spagna, Mlle de Lespinasse conobbe l'uomo che sarebbe diventato la principale passione della sua vita, il colonnello conte di Guibert. Le lettere a Guibert iniziate dal 1773 mostrano la scrittrice come lacerata tra il suo affetto per Mora e la sua nuova infatuazione. Le lettere successive descrivono invece il suo parziale disincanto provocato dal matrimonio di Guibert con un'altra donna nel 1775 e la sua crescente disperazione per essere stata abbandonata.

#### Morte
All'inizio del 1776, Mlle de Lespinasse era in uno stato di collasso mentale e fisico, apparentemente causato dalla sua infelice relazione con Guibert. Già in precedenza aveva mostrato tendenze depressive che aveva cercato di superare con l'uso dell'oppio da cui aveva acquisito una dipendenza che potrebbe aver aggravato il suo esaurimento.
Sul suo letto di morte, rifiutò di ricevere Guibert e invece fu accudita dal suo amico d'Alembert. Morì forse per tubercolosi il 22 maggio 1776 a Parigi all'età di 44 anni.